# Crazy Taxi
Crazy Taxi är ett racing-/actionspel som släpptes till Segas arkadmaskin NAOMI 1999. Det släpptes även senare till Dreamcast (2000), Playstation 2 och GameCube (2001) samt till Windows (2002).